# Prydnadskudde

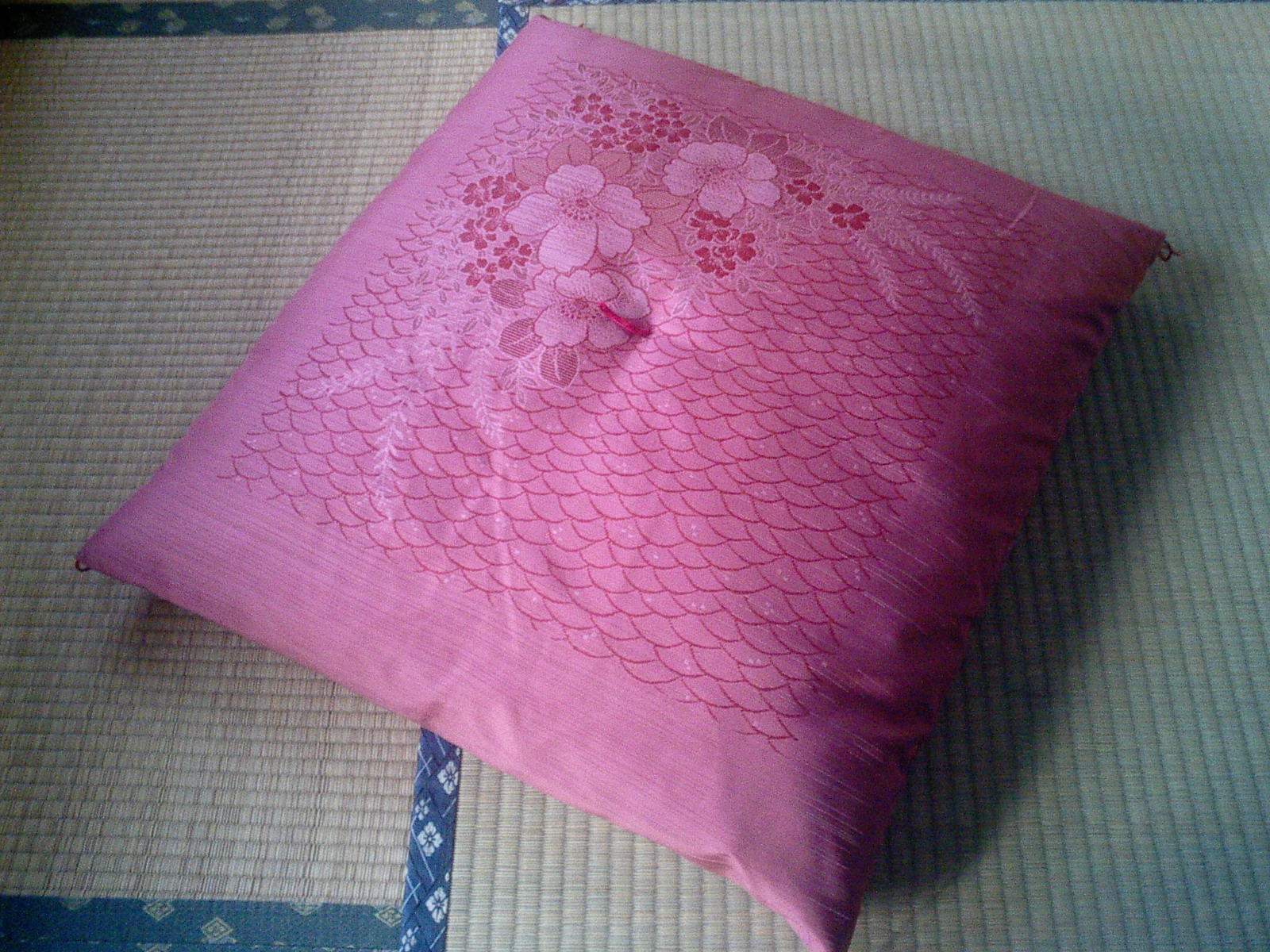
En japansk prydnadskudde

En prydnadskudde är en kudde som enbart används som prydnad på till exempel säng eller soffa. Många inredningsbutiker säljer prydnadskuddar. Prydnadskuddar finns i många olika färger och former. De kan ha små paljetter, pärlor och olika mönster fastsydda på framsidan. Baksidan brukar vara kal.